# Minuskel 205
Minuskel 205 (in der Nummerierung von Gregory-Aland, δ 500 von Soden) ist eine griechische Minuskelhandschrift des Neuen Testaments auf Pergament. Mittels Paläographie wurde es auf das 15. Jahrhundert datiert.

## Beschreibung
Die Handschrift enthält den Text des Neuen Testaments auf 441 Pergamentblättern (39,8 cm × 28 cm). Die Reihenfolge der Bücher ist: Evangelien, Apostelgeschichte, Katholische Briefe, Paulusbriefe, Offenbarung. Die Seiten wurden einspaltig mit 55–56 Zeilen beschrieben. Im Manuskript sind Prolegomena und Subscriptionen enthalten. Der Text von Markus 16:8-20 ist mit einem Asterisk gekennzeichnet.

## Text
Der griechische Text des Kodex repräsentiert den Cäsareanischen Texttyp in den Evangelien sowie den Byzantinischen Texttyp in den restlichen Büchern. Aland ordnete die Evangelien und die Offenbarung in Kategorie III ein. Den Rest der Handschriften ordnete er Kategorie V zu. In den Evangelien gehört das Manuskript zur Textfamilie 1.

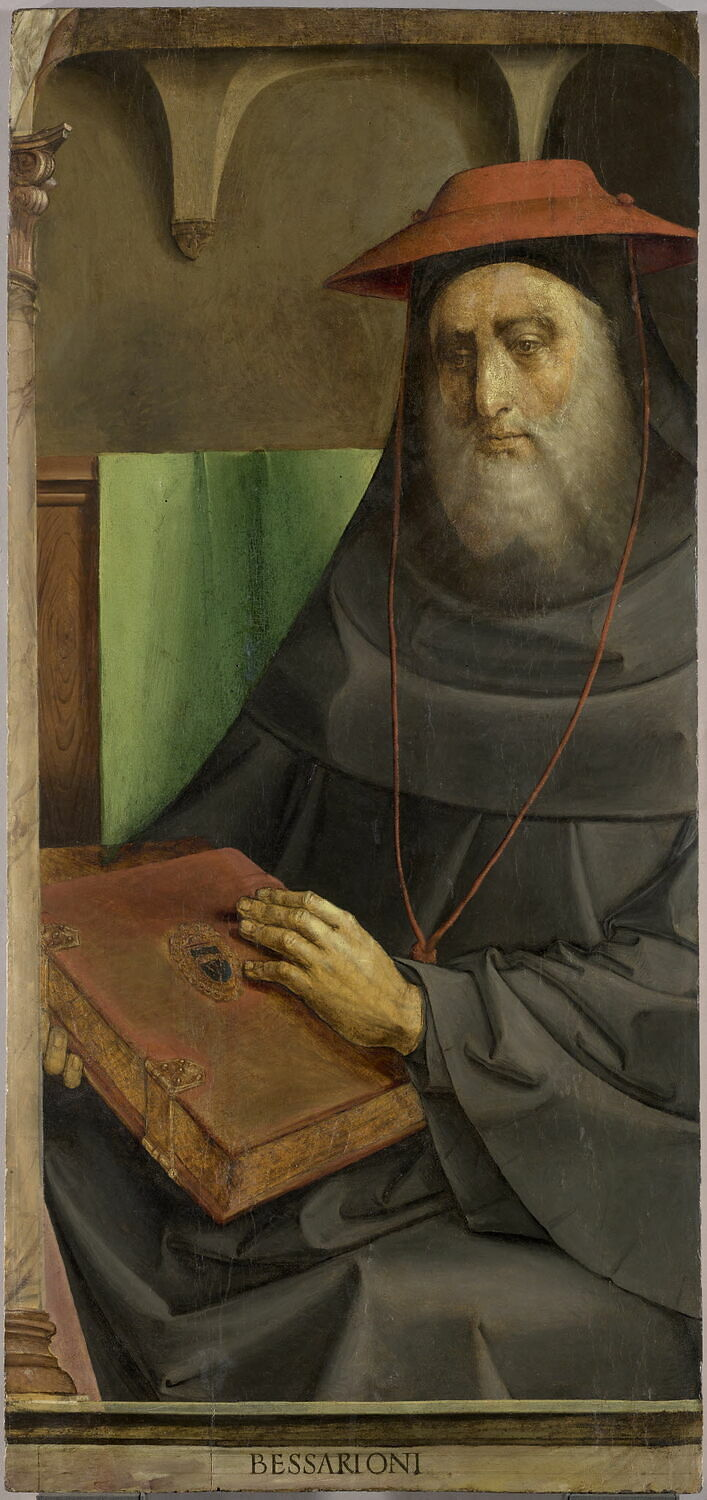
Bessarion als Kardinal. Zeitgenössisches Gemälde von Justus van Gent und Pedro Berruguete. Louvre, Paris

## Geschichte
Das Manuskript wurde von Johannes Rhosus für Kardinal Bessarion († 1472) geschrieben. Rhosus arbeitete als Bibliothekar für den Kardinal. Im Jahre 1468 wurde es in die Bibliothek des Kardinals übersandt. C. F. Rink hält das Manuskript in den Evangelien für eine einfache Kopie des Kodex 209.
Es wurde von Andreas Birch und John William Burgon untersucht.
Zurzeit wird es in der Biblioteca Marciana (Gr. Z 5) in Venedig aufbewahrt.

## Bibliographie
- K. Lake: Codex 1 of the Gospels and its Allies. Texts and Studies, VII 3 (Cambridge, 1902).